# هجوم ماتش
يشير هجوم ماتش إلى عمليّة قتل وقعت في 3 يناير 2021، في أقصى جنوب باكستان. حيث استهدفت مجموعة من مقاتلي الدولة الإسلامية مناجم الفحم في منطقة ماتش الجبلية بإقليم بلوشستان وقتلت 11 من عمال المناجم الذين ينتمون إلى الهزارة الشيعة. أظهر تسجيل مصور أن العمال كانوا معصوبي الأعين ومقيدين وراء ظهورهم قبل إطلاق النار عليهم. أثار مقتل العمال غضبا عارما لدى طائفة الهزارة في البلاد.
ندّد رئيس الوزراء الباكستاني عمران خان بالهجوم في تغريدة على تويتر، واصفاً إياه بـ«عمل إرهابي جبان وغير إنساني». وقدم وزير الداخلية الباكستاني شيخ رشيد أحمد التعازي إلى أسر ضحايا الهجوم. كما أدانت أفغانستان الهجوم وذكرت وزارة الخارجية الأفغانية أن سبعة من الهزارة الأفغان كانوا من بين القتلی.

## التفاصيل
في يوم الأحد 3 يناير 2021، استهدف مسلحون مجموعة من عمال مناجم الفحم في إقليم بلوشستان جنوب غرب باكستان. وعندما تعرف المهاجمون على عمال المناجم الذين ينتمون إلى طائفة الهزارة الشيعية، اقتادوهم إلى الجبال القريبة وأطلقوا النار عليهم، دون الإضرار بالآخرين.
لقي ستة من العمال مصرعهم على الفور وتوفي خمسة أصيبوا بجروح خطيرة وهم في طريقهم إلى المستشفى.
وقد وقع الهجوم بالقرب من حقل ماتش للفحم، على بعد نحو 48 كيلومترًا شرق كويتا، عاصمة إقليم بلوشستان الباكستاني.
وأفاد مسؤول أمني لوكالة فرانس برس أنّ المهاجمين فصلوا العمال أولا وقيّدوا أيديهم وأقدامهم وأخرجوهم إلى التلال وقتلوهم فيما بعد.
وكان من بين الضحايا، سبعة من الهزارة الأفغان وقد تم إرسال جثثهم إلى أفغانستان لدفنها.

## المسئولية
تبنى تنظيم داعش المسؤولية عن العملية.

## الاحتجاجات
قام المهاجمون بتصوير الحادث بأكمله ثم نشره على الإنترنت في وقت لاحق. أثار مقتل العمال غضبا عارما لدى طائفة الهزارة في البلاد؛ حيث خرجوا في تظاهرات احتجاج في بلوشستان للمطالبة بالعدالة للقتلى.
وقد استمرت الاحتجاجات في كراتشي لمدة ثلاثة أيام في أكثر من عشرين موقعًا في المدينة. وواصل شيعة الهزارة في كويتا اعتصامهم إلى جانب توابيت تحتوي على جثث عمال المناجم، لليوم السادس على التوالي، رافضين دفن الجثث. وهم يريدون من رئيس الوزراء عمران خان أن يزورهم شخصيًا لضمان حمايتهم.
في 9 يناير 2021 تم دفن جثث القتلی في مقبرة بلدة هزاره في كويتا. وفي نفس اليوم، وصل عمران خان إلى كويتا والتقى بعائلات عمال المناجم المقتولين.